# José Alexandre Zachia
José Alexandre Zachia ( — ?) foi um político brasileiro.
Foi vereador em Porto Alegre.  Depois eleito, em 3 de outubro de 1958, deputado estadual, pelo PDC, para a 40ª Legislatura da Assembleia Legislativa do Rio Grande do Sul, de 1959 a 1963. Também foi presidente do Sport Club Internacional em 1968, além de diretor do BRDE.
É pai do ex-deputado Luiz Fernando Zachia e da corregedora-geral da Defensoria Pública do Estado, Maria de Fátima Záchia Paludo.